# Morocco (Indiana)
Morocco è una città degli Stati Uniti d'America, parte della borgata di Beaver, situata nello Stato dell'Indiana e in particolare nella contea di Newton.
Le sue origini risalgono al 1851.